# درکی (نهبندان)
درکی یک روستا در ایران است که در شهرستان نهبندان استان خراسان جنوبی واقع شده‌است. درکی ۲۲ نفر جمعیت دارد.

## جمعیت
این روستا در  دهستان میغان قرار دارد و براساس سرشماری مرکز آمار ایران در سال ۱۳۸۵، جمعیت آن ۲۲ نفر (۵ خانوار) بوده‌است.